# Monsieur Lecoq (film, 1914)
Pour les articles homonymes, voir Monsieur Lecoq.
Pour plus de détails, voir Fiche technique et Distribution.
Monsieur Lecoq est un film muet français réalisé par Maurice Tourneur, tourné en 1913 et sorti en 1914.

## Synopsis
Monsieur Lecoq, un policier, enquête sur une affaire de meurtre. Il découvrira qu'il s'agissait en fait d'une affaire de chantage mettant en cause le duc et la duchesse de Sairmuse.

## Fiche technique
- Titre original : Monsieur Lecoq
- Réalisation : Maurice Tourneur
- Scénario : Maurice Tourneur, d'après un roman d'Émile Gaboriau
- Société de production : Société Française des Films Éclair
- Société de distribution : Société Française des Films Éclair
- Pays de production :  France
- Langue originale : français
- Format : noir et blanc — 35 mm — 1,37:1 — Muet
- Métrage : 940 m
- Genre : film policier
- Durée : inconnue
- Date de sortie : 
  - France : 15 mai 1914

## Distribution
- Harry Baur
- Maurice de Féraudy
- Polaire
- Henry Roussel
- Jules Mondos
- Georges Tréville
- Charles Krauss
- Fernande Petit